# Miturga albopunctata
Miturga albopunctata là một loài nhện trong họ Miturgidae.
Loài này thuộc chi Miturga. Miturga albopunctata được Vernon Victor Hickman miêu tả năm 1930.